# Azerbaijan Airlines
Azerbaijan Airlines (aze. Azərbaycan Hava Yolları, akr. AZAL) je azerski nacionalni avio prijevoznik sa sjedištem u Bakuu te međunarodnom zračnom lukom Hejdar Alijev kao glavnim čvorištem (hubom). AZAL se bavi putničkim i teretnim transportom.
Kompanija ima u vlasništu tvrtku Azal Avia Cargo koja se bavi teretnim transportom a osnovana je 1996.

## Povijest
20. listopada 1910. je iznad azerbajdžanskog glavnog grada Bakua prvi puta preletio avion. Taj nespretan i nestabilan let francuskim dvokrilcem Farman III je izveo pilot Sergej Utočkin, napravivši nekoliko krugova uz čuđenje i nevjericu lokalnog stanovništva. Nakon slijetanja, pilot je dočekan gromoglasnim pljeskom.
Nakon tog prvog predstavljanja avijacije u Azerbajdžanu, trebalo je čak 13 godina da ovaj novi oblik transporta dobije službeni status u regiji. Tada je osnovana Kavkaska tvrtka za civilni transport - ZAKAVIA. Tvrtku su 1923. osnovali Kaspijska brodarska kompanija i AzNeft (azerska industrija nafte). ZAKAVIA se bavila dostavom potrebnih dobara i prijevozom pošte. S vremenom se tvrtka pokazala kao dobar avio prijevoznik. Tako je u travnju 1923. Junkersovim avionom izveden povratni let iz Tbilisija u Baku. Dvije godine nakon toga je izgrađena zračna luka u Kišliju te je otvoren zračni terminal.
1926. godine započeli su regularni letovi na ruti Mineralnije Vodi - Grozni - Mahačkala - Baku - Jevlah - Tbilisi. Započele su raditi i zračne luke u Bakuu, Jevlahu i Šaki sa zračnom flotom koja se temeljila na zrakoplovima Dornier Komet III i Dornier Merkur. Uspješnost leta je u velikoj mjeri ovisila o vještini pilota jer tadašnji zrakoplovi nisu imali navigacijsku opremu. Zbog toga su se piloti navodili po cestama, željezničkim prugama, lokalnom terenu i drugim značajkama.
Unatoč svim nedostacima, 1929. godine je otvorena međunarodna zračna linija Harkiv - Baku - Bandar-e Pahlavi dok je 1933. po prvi puta izveden let za Moskvu preko Kavkaza čime je značajno smanjena udaljenost. Regularna zračna linija Baku - Moskva je otvorena 1937. godine. Koristili su se zrakoplovi Harkov HaI-1 i Putilov Stal-3 koji su prevozili 15 putnika dnevno. U to vrijeme to je bila impresivna brojka.
Već sljedeće godine su uvedene linije Baku - Harkiv, Baku - Grozni, Baku - Rostov na Donu, Baku - Astrahan i Baku - Tbilisi dok je zračna luka Baku dobila status odvojene ekonomske jedinice i to odlukom Narodnog vijeća. 2. lipnja 1938. je osnovana prva akrobatska zrakoplovna skupina u Azerbajdžanu. 2006. godine odlukom azerskog predsjednika Ilhama Alijeva je taj datum proglašen Danom civilnog zrakoplovstva u Azerbajdžanu.
Razvoj zrakoplovstva u Azerbajdžanu je dao značajan doprinos otkriću nafte u zemlji. Tako je u jednom letu preko Kaspijskog jezera, pilot Teimur Mustafajev uočio naftne mrlje na površini vode. Na povratku u zračnu luku pilot je dao koordinate geološkog mjesta što je dovelo do otkrića velikog nalazišta nafte. Time je avijacija doprinijela razvoju novog industrijskog sektora - industrije nafte. Ta industrija je uskoro postala ključni naftni centar Sovjetskog Saveza te je odigrala ključnu ulogu u nacionalnom gospodarstvu Azerbajdžana.
Tijekom 2. svjetskog rata, azersko zrakoplovstvo je bilo orijentirano isključivo u vojne svrhe. U razdoblju od 1941. do 1945. avioni u Azerbajdžanu su djelovali pod geslom: "Sve za frontu, sve za pobjedu".
Završetkom rata azerski piloti su nastavili s civilnim transportom putnika i tereta. Zračna flota je obuhvaćala zrakoplove Lisunov Li-2, Iljušin Il-14, Il-18, Antonov An-2 i An-24 te helikoptere Mil Mi-1 i Mi-4.
Tijekom 1970-ih i 1980-ih dolazi do razvoja civilnog zrakoplovstva u Azerbajdžanu te je ukupno 11 republičkih okruga povezano s Bakuom preko zračnih ruta. Također, Azerbajdžan je prvi opremljen sa zrakoplovima Tupoljev Tu-134 i Tu-154 te helikopterima Mil Mi-2 i Mi-8. U to vrijeme zrakoplovi su bili najpopularniji oblik transporta - brz, udoban i pristupačan za svakoga.
1990. godine Azerbajdžan je objavio da će osnovati vlastitu zrakoplovnu kompaniju koja će biti neovisna od Aeroflota i pod nazivom Azerbaijan Airlines, poznat i kao Azərbaycan Hava Yolları. Službeno je Azerbaijan Airlines osnovan 7. travnja 1992. s tehničkim sjedištem u zračnoj luci Baku. Prvi predsjednik kompanije bio je Vagif Sadihlij.
Osnovan kao bivša regionalna podružnica Aeroflota, Azerbaijan Airlines je svoje destinacije proširio izvan Sovjetskog Saveza. Tako je u suradnji s Turkish Airlinesom u siječnu 1991. otvorena linija Baku - Istanbul. Također, otvorena je i linija teretnog transporta prema UAE-u.
AZAL je naslijedio veliku flotu zrakoplova od Aeroflota, uključujući više od 20 sovjetskih Tupoljeva, nekoliko regionalnih zrakoplova, 90 lakih zrakoplova i 50 helikoptera. Ubrzo je zakupljeno nekoliko putničkih zrakoplova Boeing 727. U suradnji s američkom kompanijom Buffalo Airways započeo je zajednički transatlantski joint venture program teretnog transporta. Taj program je obuhvaćao i obuku AZAL-ove zračne posade prema zapadnim standardima u Dallasu.
Prema izvješću novinske agencije Interfax, Azerbajdžan je srediom 1990-ih počeo raditi na poslovima nabave Boeingovih modela 737, 757, 767 i 777 koji bi zamijenili starije Tupoljeve koji su imali veću potrošnju goriva u odnosu na američke zrakoplove. U to vrijeme AZAL je još koristio jedan Iljušin Il-76, deset malih Jakovljeva Jak-40 i nekoliko Antonovih zrakoplova.
U studenom 1994. AZAL je otvorio liniju za Dubai koja je kao i ona za Istanbul postala ključna za nabavu zapadnih dobara. Uskoro je Azerbaijan Airlines počeo letjeti i za Moskvu, Sankt Peterburg, Teheran, Tel Aviv, London i Kinu. Usluge prijevoza u nekoliko regionalnih destinacija su isključene sredinom 1998. zbog niskih marži i potrebe za popravkom tri Jak-40 zrakoplova.
Uz iznimku nekoliko glavnih gradova, Azerbaijan Airlines je do siječnja 1999. bio suspendiran za pružanje svojih avio usluga u susjednim zemljama članicama ZND-a. Te rute su uglavnom bile neprofitabilne kao i konkurencija putničkog prijevoza željeznicom. Glavni razlog suspenzije bio je dug prema svojim susjedima. Prema podacima Trend News Agency, domaći letovi su AZAL-u tijekom 1998. iznosili 16% ukupnog prometa.
Prema Flight International, avio kompanija je počela napredovati u svibnju 1996. kada je Jahangir Askerov postao glavni AZAL-ov generalni direktor. Askerov koji je i sam bio pilot, je reorganizirao Azerbaijan Airlines u pet dijelova: zračnoj floti, zračnim lukama, kontroli zračnog prometa, teretnom transportu i uslugama u avionu tiekom leta.
Azerbajdžan je počeo ulagati u novu infrastrukturu zračnog prometa, uključujući novi terminal zračne luke i nove objekte zračne kontrole leta.
Unatoč novoj infrastrukturi, vodeće strane avio kompanije (British Airways, Lufthansa, KLM) su počele otkazivati letove u Azerbajdžan zbog visokih naknada, loše usluge i raširene prakse podmićivanja. Zbog toga je azerbajdžanski predsjednik Hejdar Alijev obećao strože kažnjavanje za korupciju.
Kompanija je od američke Ex-Im Bank uzela kredit od 66 milijuna USD čime je nabavila dva nova Boeinga 757. Prema izvješću Air Transport Intelligencea, taj posao je za Ex-Im Bank bio prva financijska transakcija u Azerbajdžan. Jamstvo za kredit su dali azerska Vlada i Međunarodna banka Azerbajdžana. S druge strane, britanski Export Credits Guarantee Department je dao jamstvo za kreditiranje kupnje dva Rolls-Royce motora za Boeing 757.
Prvi Boeing 757 je dostavljen u Azerbajdžan u jesen 2000. godine. Ti avioni su kompaniji omogućili veći dolet, udobnost i učinkovitost na dugim međunarodnim rutama. Također, time je u svijetu stvorena slika Azerbaijan Airlinesa kao moderne avio kompanije. Zanimiljivo je spomenuti da je drugi Boeing 757 stigao u zemlju u prosincu 2000. te je bio natovaren s lijekovima i medicinskim pomagalima zbog nedavnog potresa u zemlji.
U siječnju 2001. AZAL je počeo koristiti jedan od Boeinga 757 za liniju Pariz - Baku (u suradnji s Air Franceom).
Azerbajdžan koji je većinom muslimanska zemlja je doživio naglo smanjenje avio prometa nakon terorističkih napada na SAD 11. rujna 2001. AZAL je ostao profitabilan tijekom 2001. te je nastavio otplaćivati kredit za nabavljene putničke zrakoplove. Također, tvrtka je počela kupovati sve više novih zrakoplova kao zamjenu za povučene sovjetske avione. Azerbaijan Airlines je u listopadu 2002. naručio prve helikoptere zapadne proizvodnje. Bila je riječ o narudžbi šest Eurocoptera ukupne vrijednosti 52 milijuna eura. Tvrtka ih je koristila za pružanje usluga prijevoza osoblja i opreme na naftne platforme u Kaspijskom moru.
U srpnju 2004. Turska je zaplijenila dva AZAL-ova zrakoplova kao odgovor na dvanaestogodišnji dug azerskog Ministarstva poljoprivrede prema jednoj turskoj kompaniji. Istog mjeseca Azerbaijan Airlines je iz Ukrajine naručio nove zrakoplove Antonov An-140 kako bi se nadopunila regionalna flota. AZAL je ukupno platio 36 milijuna USD za četiri An-140.
Također, tvrtka je od Airbusa naručila tri Airbusa A319 i jedan Airbus Corporate Jetliner (kao službeni predsjednički zrakoplov). Svi zrakoplovi su bili pogonjeni CFM International motorima. Tako je Azerbaijan Airlines u svojoj floti imao zrakoplove američke, zapadnoeuropske, ruske i ukrajinske proizvodnje.
Izgradnja transportnog terminala u Bakuu je dovršena u ožujku 2005. čime je grad postao jedna od glavnih točaka teretnog transporta u prijevozu sa zapada prema istoku te sjevera prema jugu. Iste godine je transportni terminal u Bakuu postao članom vijeća IATA Ground Handling te je sudjelovao u Svjetskom programu poslovnih partnera kojeg organizira Međunarodno vijeće zračnih luka.
Uskoro je Azerbaijan Airlines počeo koristiti putničke zrakoplove kao što su Airbus A319 i Airbus A320 te ATR 72-500 i ATR 42-500.
22. srpnja 2010. Azerbaijan Airlines i Boeing su sklopili sporazum o zamjeni dva zrakoplovna modela 737 Next Generation za jedan 767-300ER i dva 767 Freighter putnička aviona. Informacija o zamjeni je objavljena na Boeingovim web stranicama. AZAL je ukupno naručio osam Boeingovih zrakoplova: dva 767-300ER, dva 767 Freightera, dva 737 Next Generation i dva 787-8. U rujnu 2010. tvrtka je otkazala narudžbu preostala dva 737 Next Generation modela.
24. prosinca 2010. Azerbaijan Airlines je prestao s korištenjem ruskih zrakoplova Tupoljev. Međutim, modeli Tupoljev Tu-134 i Tu-154 su se nastavili koristiti za letove iz Bakua do autonomne republike Nahičevan. Danas se na tim rutama koriste Boeing 757 te Airbus A319 i A320.
U siječnju 2011. AZAL je jednoglasnom odlukom dobio certifikat za europski standard kvalitete koji dodjeljuje Europska ekonomska komora za trgovanje, poslovanje i industriju.
2. lipnja 2011. AZAL-u je dostavljen prvi od dva naručena Boeinga 767-300ER za kojeg se očekivalo da će služiti za letenje na rutama u jugoistočnoj Aziji. Preostali Boeing 767-300ER i dva Boeing 767-300F bit će isporučeni tijekom 2012.
Kompanija se nada da će 2014. ostvariti prvi let u SAD kada će im se dostaviti dva putnička zrakoplova Boeing 787 Dreamliner.

## Odredišta
| \| Grad \| Zemlja \| IATA \| ICAO \| Zračna luka \| Napomena \| \| AZIJA \| AZIJA \| AZIJA \| AZIJA \| AZIJA \| AZIJA \| \| ---------------- \| -------------------------- \| ----- \| ----- \| ----------------------------- \| -------- \| \| Baku \| Azerbajdžan \| GYD \| UBBB \| Zračna luka Hejdar Alijev \| Hub \| \| Ganja \| Azerbajdžan \| KVD \| UBBG \| Zračna luka Ganja \| \| \| Lankaran \| Azerbajdžan \| --- \| UBBL \| Zračna luka Lankaran \| \| \| Nahičevan \| Azerbajdžan \| NAJ \| UBBN \| Zračna luka Nahičevan \| \| \| Zaqatala \| Azerbajdžan \| ZTU \| UBBY \| Zračna luka Zaqatala \| \| \| Tbilisi \| Gruzija \| TBS \| UGTB \| Zračna luka Tbilisi \| \| \| Teheran \| Iran \| IKA \| OIIE \| Zračna luka Imam Homeini \| \| \| Tel Aviv \| Izrael \| TLV \| LLBG \| Zračna luka Ben Gurion \| \| \| Aktau \| Kazahstan \| SCO \| UATE \| Zračna luka Aktau \| \| \| Ürümqi \| NR Kina \| URC \| ZWWW \| Zračna luka Ürümqi \| \| \| Ankara \| Turska \| ESB \| LTAC \| Zračna luka Esenboga \| \| \| Bodrum \| Turska \| BJV \| LTFE \| Zračna luka Bodrum \| \| \| Istanbul \| Turska \| IST \| LTBA \| Zračna luka Atatürk \| \| \| Izmir \| Turska \| ADB \| LTBJ \| Zračna luka Adnan Menderes \| \| \| Dubai \| Ujedinjeni Arapski Emirati \| DXB \| OMDB \| Zračna luka Dubai \| \| \| EUROPA \| \| \| \| \| \| \| Prag \| Češka \| PRG \| LKPR \| Zračna luka Ruzyně \| \| \| Pariz \| Francuska \| CDG \| LFPG \| Zračna luka Charles de Gaulle \| \| \| Milano \| Italija \| MXP \| LIMC \| Zračna luka Malpensa \| \| \| Astrahan \| Rusija \| ASF \| URWA \| Zračna luka Narimanovo \| \| \| Moskva \| Rusija \| DME \| UUDD \| Zračna luka Domodedovo \| \| \| Rostov na Donu \| Rusija \| ROV \| URRR \| Zračna luka Rostov na Donu \| \| \| Sankt Peterburg \| Rusija \| LED \| ULLI \| Zračna luka Pulkovo \| \| \| Kijev \| Ukrajina \| KBP \| UKBB \| Zračna luka Boryspil \| \| \| Simferopol \| Ukrajina \| SIP \| UKFF \| Zračna luka Simferopol \| \| \| Aberdeen \| Ujedinjeno Kraljevstvo \| ABZ \| EGPD \| Zračna luka Aberdeen \| \| \| London \| Ujedinjeno Kraljevstvo \| LHR \| EGLL \| Zračna luka Heathrow \| \| \| SJEVERNA AMERIKA \| \| \| \| \| \| \| New York \| SAD \| JFK \| KJFK \| Zračna luka John F. Kennedy \| \| |                            |      |      |                               |          |
| Grad | Zemlja                     | IATA | ICAO | Zračna luka                   | Napomena |
| AZIJA |                            |      |      |                               |          |
| Baku | Azerbajdžan                | GYD  | UBBB | Zračna luka Hejdar Alijev     | Hub      |
| Ganja | Azerbajdžan                | KVD  | UBBG | Zračna luka Ganja             |          |
| Lankaran | Azerbajdžan                | ---  | UBBL | Zračna luka Lankaran          |          |
| Nahičevan | Azerbajdžan                | NAJ  | UBBN | Zračna luka Nahičevan         |          |
| Zaqatala | Azerbajdžan                | ZTU  | UBBY | Zračna luka Zaqatala          |          |
| Tbilisi | Gruzija                    | TBS  | UGTB | Zračna luka Tbilisi           |          |
| Teheran | Iran                       | IKA  | OIIE | Zračna luka Imam Homeini      |          |
| Tel Aviv | Izrael                     | TLV  | LLBG | Zračna luka Ben Gurion        |          |
| Aktau | Kazahstan                  | SCO  | UATE | Zračna luka Aktau             |          |
| Ürümqi | NR Kina                    | URC  | ZWWW | Zračna luka Ürümqi            |          |
| Ankara | Turska                     | ESB  | LTAC | Zračna luka Esenboga          |          |
| Bodrum | Turska                     | BJV  | LTFE | Zračna luka Bodrum            |          |
| Istanbul | Turska                     | IST  | LTBA | Zračna luka Atatürk           |          |
| Izmir | Turska                     | ADB  | LTBJ | Zračna luka Adnan Menderes    |          |
| Dubai | Ujedinjeni Arapski Emirati | DXB  | OMDB | Zračna luka Dubai             |          |
| EUROPA |                            |      |      |                               |          |
| Prag | Češka                      | PRG  | LKPR | Zračna luka Ruzyně            |          |
| Pariz | Francuska                  | CDG  | LFPG | Zračna luka Charles de Gaulle |          |
| Milano | Italija                    | MXP  | LIMC | Zračna luka Malpensa          |          |
| Astrahan | Rusija                     | ASF  | URWA | Zračna luka Narimanovo        |          |
| Moskva | Rusija                     | DME  | UUDD | Zračna luka Domodedovo        |          |
| Rostov na Donu | Rusija                     | ROV  | URRR | Zračna luka Rostov na Donu    |          |
| Sankt Peterburg | Rusija                     | LED  | ULLI | Zračna luka Pulkovo           |          |
| Kijev | Ukrajina                   | KBP  | UKBB | Zračna luka Boryspil          |          |
| Simferopol | Ukrajina                   | SIP  | UKFF | Zračna luka Simferopol        |          |
| Aberdeen | Ujedinjeno Kraljevstvo     | ABZ  | EGPD | Zračna luka Aberdeen          |          |
| London | Ujedinjeno Kraljevstvo     | LHR  | EGLL | Zračna luka Heathrow          |          |
| SJEVERNA AMERIKA |                            |      |      |                               |          |
| New York | SAD                        | JFK  | KJFK | Zračna luka John F. Kennedy   |          |

## Suradnja
Azerbaijan Airlines surađuje sa sljedećim avio kompanijama:
| Kompanija         | Udruženje     |
| ----------------- | ------------- |
| Air France        | SkyTeam       |
| Austrian Airlines | Star Alliance |
| Belavia           |               |
| BMI               | Star Alliance |
| Czech Airlines    | SkyTeam       |
| Lufthansa         | Star Alliance |
| VIM Airlines      |               |

## Zračna flota
U siječnju 2012. prosječna starost aviona u Azerbaijan Airlinesu je iznosila 7,4 godina.

## Zračne nesreće i incidenti
- 30. studenog 1995.

Oko 19:10 je zrakoplov Boeing 707-323C registracijskih oznaka 4K-401 došao u Baku iz Urumqija ali uz tehničke poteškoće. Prilikom niskog slijetanja u zračnu luku, avion je udario u rasvjetni stup na cestovnom mostu te se srušio na polju. Poginula su dva člana posade dok ih je četiri ozlijeđeno.
- 5. prosinca 1995.

Tupoljev Tu-134B-3 Azerbaijan Airlinesa (oznaka 4K-65703) je letio na letu iz Bakua u Nahičevan. Avion je odletio iz Bakua u 15:28 te je stigao u Nahičevan u 16:38. Prije povratka u Baku, avion je napunjen gorivom te je odletio u 17:52. Prilikom penjanja, Tupoljevu je na visini od 60 metara i zračnom pritisku od 317 km/h otkazao jedan motor. Uskoro je inženjer leta obavijestio da je otkazao i drugi motor. Glavni pilot se odlučio za prisilno slijetanje prilikom čega je oštro skrenuo udesno izbjegavajući stambeni objekt. U konačnici se zrakoplov srušio u jugozapadnom predgrađu Nahičevana svega oko 3.850 m od piste. Poginuli su dva člana posade i 50 putnika dok je 30 putnika ozlijeđeno. Istraga je pokazala da je nakon kvara na lijevom motoru, letna posada isključila desni motor. Motor je otkazao jer je radio više od 30 sati. Također, i ergonomija pilotske kabine je pridonijela da inženjer leta teško prati informacije na monitoru u uvjetima lošeg osvjetljenja.
- 15. svibnja 1997.

Azerski vojnici su prilikom povratka u kamp nakon vojne vježbe počeli pucati na cestovni putokaz. U isto vrijeme se Jakovljev Jak-40 približavao zračnoj luci Ganja. U tom trenutku su zalutali metci pogodili plinski cilindar što je dovelo do požara. Ubrzo se proširila vatra a piloti su izgubili nadzor nad zrakoplovom. Zrakoplov se srušio 5.160 m od piste te je poginulo svih šest članova posade.
- 18. kolovoza 2000.

Na letu 254 je izvedena otmica AZAL-ovog Tupoljeva Tu-154 na tradicionalnom letu između Nahičevana i Bakua. Otmičar je tvrdio da je naoružan s ručnom bombom i bocom zapaljive tekućine. Naredio je da se zrakoplov sa 164 putnika preusmjeri u Istanbul gdje je htio posjetiti jednog vodećeg azerskog političkog lidera koji je ondje bio hospitaliziran. Otmičar je pristao na zamolbu pilota da sleti u Tbilisi zbog nadolijevanja gorivom.
Međutim, još dok je zrakoplov bio u azerskom zračnom prostoru, otmičara su svladala dva agenta Ministarstva nacionalne sigurnosti koji su se nalazili u avionu. Pilot je nakon toga sletio u Baku dok je otmičar uhićen. Tada je utvrđeno da kod sebe nije imao bombu ali su pronađene dvije boce, jedna s kerozinom a druga s nepoznatom tekućinom. Na kraju je izvješteno da je otmičar predsjednik nahičevanskog ogranka oporbene stranke Musavat.
- 23. prosinca 2005.

Antonov An-140 se srušio u Kaspijsko more, oko 20 milja sjeverno od metropole Bakua, dok je zrakoplov letio prema kazahstanskom Aktau. Svih 18 putnika i pet članova posade je poginulo. Zbog te zrakoplovne nesreće, AZAL je prizemljio preostale An-140 te odgodio planove o kupnji više tih aviona iz Ukrajine. Istraga je pokazala da je do nesreće došlo zbog tehničkih greški na tri žiroskopa.
- 12. kolovoza 2010.

Nakon što je Airbus A319-111 Azerbaijan Airlinesa poletio s istanbulske zračne luke Atatürk, oštećeno mu je podvozje. Zrakoplov je bio znatno oštećen, ali je sigurno sletio natrag u istanbulsku luku čime je svih 127 putnika i osoblja u avionu spašeno.